# Гаврильские Сады
Гаврильские Сады — село в Павловском районе Воронежской области Российской Федерации. Входит в Елизаветовское сельское поселение.

## География
Село расположено южнее села Елизаветовка, на левом берегу реки Гаврило, в юго-западной части поселения. Неподалёку, к западу от села, расположена железнодорожная станция Павловск-Воронежский.

## История
Село основано в первые годы советской власти на месте небольших хуторов-пасек.

## Население
| 1980 | 2007 | 2009 | 2010 |
| ---- | ---- | ---- | ---- |
| 370  | ↘272 | ↘270 | ↗275 |

## Улицы
В селе нет улиц.